# Бремгартен (трасса)
Бремгартен (англ. Circuit Bremgarten) — трасса, проложенная по дорогам общего пользования, использовалась для гонок Формулы-1 Гран-при Швейцарии в сезонах 1950—1954 годов. Находится недалеко от города Берн, Швейцария. На трассе Бремгартен было проведено 14 Гран-при Швейцарии, в том числе 5 Гран-при, входящих в официальный зачёт чемпионата мира Формулы-1.
Впервые соревнования на трассе прошли в 1931 году (мотогонки). Трасса представляла собой короткие прямые участки, разбитые скоростными прямыми. В 1934 году на Бремгартене прошли первые автогонки.
С 1955 года соревнования на трассе перестали проводиться, так как автогонки на территории Швейцарии были запрещены после аварии в Ле-Мане (повлёкшей смерть 80 человек).

## Победители Гран-при Швейцарии на трассе Бремгартен
- Розовым цветом помечены Гран-при, не входящие в чемпионат Формулы-1.
- Желтым цветом помечены Гран-при, входящие в пред-военный чемпионат Европы
- # — нумерация Гран-при Швейцарии, римскими цифрами пронумерованы все Гран-при, арабскими — входящие в чемпионат мира Формулы-1

| Сезон   | #             | #             | Пилот               | Конструктор   | Отчёт         |               |
| ------- | ------------- | ------------- | ------------------- | ------------- | ------------- | ------------- |
| 1954    | 5             | XIV           | Хуан-Мануэль Фанхио | Mercedes      | Отчёт         |               |
| 1953    | 4             | XIII          | Альберто Аскари     | Ferrari       | Отчёт         |               |
| 1952    | 3             | XII           | Пьеро Таруффи       | Ferrari       | Отчёт         |               |
| 1951    | 2             | XI            | Хуан-Мануэль Фанхио | Alfa Romeo    | Отчёт         |               |
| 1950    | 1             | X             | Нино Фарина         | Alfa Romeo    | Отчёт         |               |
| 1949    |               | IX            | Альберто Аскари     | Ferrari       |               |               |
| 1948    |               | VIII          | Карло Феличе Тросси | Alfa Romeo    |               |               |
| 1947    |               | VII           | Жан-Пьер Вимилль    | Alfa Romeo    |               |               |
| 1940-46 | Не проводился | Не проводился | Не проводился       | Не проводился | Не проводился | Не проводился |
| 1939    |               | VI            | Герман Ланг         | Mercedes      |               |               |
| 1938    |               | V             | Рудольф Караччола   | Mercedes      |               |               |
| 1937    |               | IV            | Рудольф Караччола   | Mercedes      |               |               |
| 1936    |               | III           | Бернд Роземайер     | Auto Union    |               |               |
| 1935    |               | II            | Рудольф Караччола   | Mercedes      |               |               |
| 1934    |               | I             | Ганс Штук           | Auto Union    |               |               |